# Neeraj Kayal
Neeraj Kayal (* in Guwahati) ist ein indischer Informatiker und Mathematiker, bekannt für den AKS-Primzahltest, den er als Student mit seinem Professor Manindra Agrawal und seinem Kommilitonen Nitin Saxena entwickelte und der 2002 veröffentlicht wurde.
Kayal erhielt 2001 seinen Bachelor-Abschluss und wurde 2006 am Indian Institute of Technology Kanpur bei Agrawal promoviert (Derandomizing Some Number-Theoretic and Algebraic Algorithms). Als Post-Doktorand war er am Institute for Advanced Study und an der Rutgers University. Er ist bei Microsoft Research in Indien.
Er befasst sich mit Komplexitätstheorie.
Für den AKS-Primzahltest erhielt er mit Agrawal und Saxena 2006 den Gödel-Preis und den Fulkerson-Preis. 2012 erhielt er den Young Scientist Award der Indian National Science Academy und er erhielt den Distinguished Alumni Award des IIT Kanpur. 2021 wurde Kayal mit dem Infosys-Preis ausgezeichnet, 2022 mit dem Shanti-Swarup-Bhatnagar-Preis.

## Schriften
- mit Saxena: Polynomial identity testing for depth 3 circuits, 21. IEEE Conference Computational Complexity, 2006, S. 9–17
- mit Ankit Gupta, Pritish Kamath, Ramprasad Saptharishi: Approaching the chasm at depth four, in: Conference on Computational Complexity, IEEE, 2013.
- mit Ankit Gupta, Pritish Kamath, Ramprasad Saptharishi: Arithmetic Circuits: A chasm at depth three, in: Foundations of Computer Science (FOCS), IEEE, 2013.